# Karlshamns kommun
Karlshamns kommun er en kommune i Blekinge län i Sverige.
Kommunen grænser i vest op til Olofströms kommun og Sölvesborgs kommun, i øst til Ronneby kommun og i nord til Tingsryds kommun i Kronobergs län.
I kommunen ligger en af Blekinges største skærgårde, Hällaryds skärgård.

## Byområder
Der er seks byområder i Karlshamns kommun. En mindre del af byområdet Pukavik ligger også i kommunen, men dette byområde ligger for størstedelens vedkommende i Sölvesborgs kommun.
I tabellen vises byområderne i størrelsesorden pr. 31. december 2005. Hovedbyen er markeret med fed skrift.
| # | Byområde  | Befolkning |
| - | --------- | ---------- |
| 1 | Karlshamn | 18.768     |
| 2 | Mörrum    | 3.655      |
| 3 | Svängsta  | 1.742      |
| 4 | Hällaryd  | 553        |
| 5 | Åryd      | 362        |
| 6 | Torarp    | 273        |

56°10′12″N 14°51′47″Ø / 56.17000°N 14.86306°Ø